# Savamala

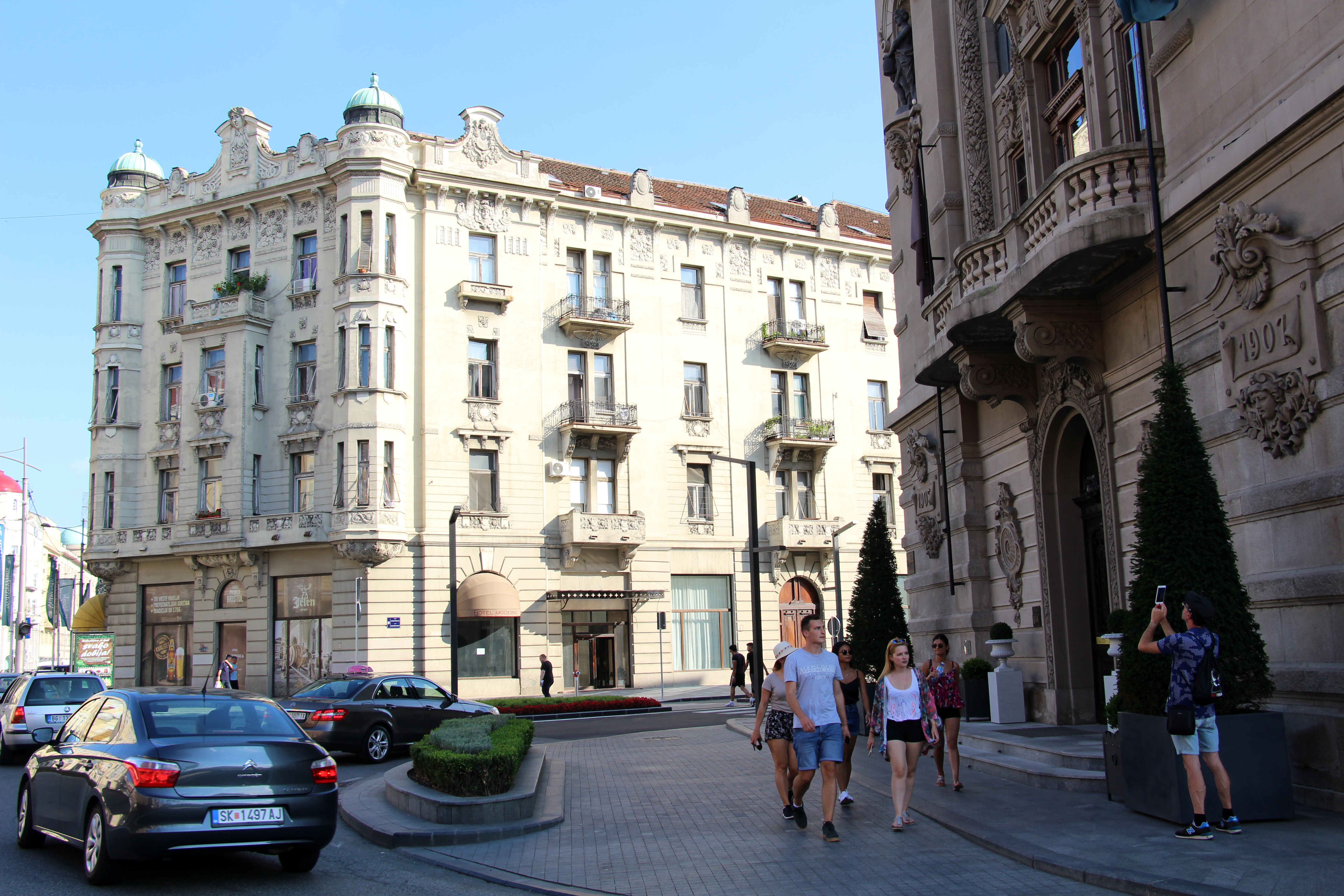
Hotel Bristol.

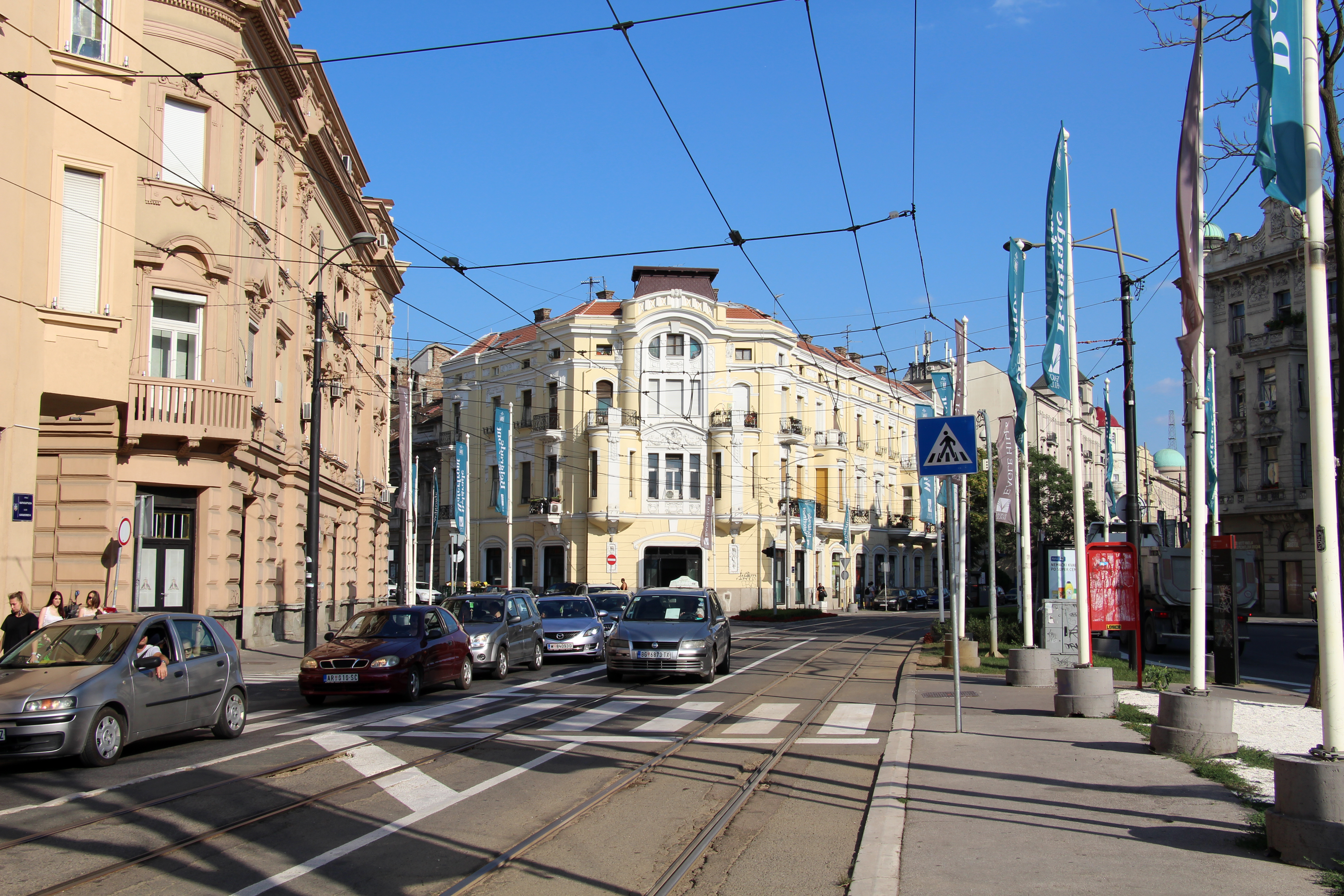
Ulice Karađorđeva.

Savamala (srbsky Савамала) je lokalita v Bělehradě, administrativně spadající pod místní část Savski venac. Nachází se při břehu řeky Sávy v jedné z nejstarších částí města. V roce 2002 zde žilo 4 273 obyvatel.

## Poloha a název
Oblast Savamala se nachází jižně od bělehradské pevnosti Kalemegdan a Kosančićeva vence; rozprostírá se podél pravého břehu řeky Sávy. Její hlavní osou i dopravní tepnou je ulice Karađorđeva. Název pochází od řeky Sávy a tureckého slova pro místní část (mahala), nikoliv od slova malý.

## Historie
Savamala je prvním místem, kde se město rozšířilo za původní hradby. Během druhého srbského povstání vzbouřenci napadli Bělehrad právě odsud.
Souvislá zástavba v této oblasti je patrná již na mapách prvního i druhého vojenského mapování. Nacházel se zde močál, kde se nejprve usazovali romští kolonisté také rybáři. Později byl znám pod názvem Bara Venecija. Výstavba zde začala ve 30. letech 19. století a vznikala mimo tehdejší hradby města, kdy tehdejší kníže Miloš Obrenović nařídil zbourat nuzné přístřešky, za což byl nenáviděn místními. Díky sávskému břehu zde však začal mít význam i obchod se zbožím, překládání především potravinářských výrobků a nebo surovin.
Dramatickou změnou pro rozvoj lokality, kde stály především průmyslové sklady a málo využitelné plochy přineslo zavedení železnice a vznik hlavního nádraží. Slibný rozvoj během "zlaté éry" srbského království však ukončila první světová válka. Z doby těsně před ní pochází např. i budova Zadrugy nebo hotel Bristol v secesním stylu.
Nachází se zde i rovněž hlavní bělehradské nádraží autobusové. V letech 1984 a 2006 byla oblast zaplavena při povodních na řece Sávě. V 21. století do podoby lokality zasáhl projekt Beograd na vodi a přesun nádraží. Vznikly nové městské třídy, stávající (např. Hercegovačka) byly prodlouženy. Původní haly byly dány do užívání pro různé kulturní instituce nebo jiné organizace.